# George Mikan
George Lawrence Mikan, né le 18 juin 1924 à Joliet en Illinois et mort le 1er juin 2005 à Scottsdale, Arizona, est un joueur de basket-ball américain. Mikan avait un jeu physique et rugueux, ce qui lui a valu plusieurs fractures. Il fut aussi l'un des premiers joueurs à maîtriser le bras roulé.

## Biographie
Le numéro 99 est connu comme le premier big man (avec ses 2,08 m) et la première star de l'histoire de la NBA. Il a été formé dans l'équipe des Blue Demons de l'Université DePaul, où il sera deux fois joueur de l'année et trois fois All-American et mènera son équipe au titre NIT (National Invitation Tournament) en 1945. Il commence sa carrière professionnelle aux Gears de Chicago en NBL (National Basketball League) puis joue pour les Lakers de Minneapolis en Basketball Association of America, BAA. Ils rejoignent la NBA en 1948. Il domine tellement son époque que plusieurs règles sont instaurées pour réduire son influence. Son aptitude au contre est telle que la NCAA se voit obligée d'instaurer une règle interdisant de contrer la balle lorsqu'elle est en phase descendante (le goaltending, qui sera adoptée ensuite par toutes les ligues professionnelles).
Son influence est telle qu'elle lui permet d'amasser les titres. Ses quatre premières années en professionnel sont ainsi couronnées de succès, deux en NBL avec les Gears, un en BAA (ancien nom de l'actuelle NBA) et un en NBA avec les Lakers de Minneapolis. Par la suite il remportera trois autres titres pour ce qui constitue le premier three peat, trois titres consécutifs, de l'histoire de la NBA.
En 1954, il décide d'arrêter sa carrière pour cause de blessure. Mais devant les déboires de son ancienne équipe, il revient en 1955, cette fois le succès n'est pas au rendez-vous et il raccroche définitivement à la fin de la saison 1956, après neuf saisons de basket professionnel (dont sept de NBA) ponctuées par une moyenne de 22,6 points par match.
Il devient ensuite entraîneur de l'équipe pendant la saison 1957-1958 mais subit un cuisant échec au point qu'il sera limogé en cours de saison.
En 1967, il devient le premier commissaire de la ligue American Basketball Association, étant à l'origine de l'emblème symbolique de celle-ci : une balle bleue, rouge et blanche. Il y reste jusqu'en 1969.
Il a été élu au sein du Hall of Fame lors de la première promotion de celui-ci en 1959 et nommé parmi les 50 meilleurs joueurs de l'histoire de la NBA en 1996.
En 2005, il meurt à la suite de problèmes de santé. Shaquille O'Neal, le dernier big man dans la tradition instaurée par Mikan et qui a lui aussi mené les Lakers de Los Angeles au titre à plusieurs reprises décide d'aider financièrement la famille de Mikan pour organiser ses funérailles.

## Palmarès
- Champion NBL (autre ligue de l'époque) en 1947 et 1948.
- Champion BAA (nom de la NBA durant ses trois premières années) en 1949.
- Champion NBA en 1950, 1952, 1953 et 1954.
- Total officiel de titres NBA: 5.
- Total officiel de titres toutes ligues confondues: 7.
- MVP de la NBL en 1948.
- All-NBA First Team en 1949, 1950,1951, 1952, 1953 et 1954[4].
- Quatre sélections au NBA All-Star Game en 1951[5], 1952[6], 1953[7] et 1954[8] (le premier NBA All-Star Game eu lieu en 1951).
- NBA All-Star Game Most Valuable Player Award en 1953[9].
- Meilleur marqueur NBA en 1949, 1950 et 1951.
- Meilleur rebondeur NBA en 1952 et 1953 (les rebonds ne furent comptés qu'à partir de la saison NBA 1950-1951).
- Joueur ayant marqué le plus de points en 1949 (1 698), 1950 (1 865), et en 1951 (1 932)[10].
- Joueur ayant pris le plus de rebonds en 1953 (1 007)[11].
- Joueur ayant commis le plus de fautes personnelles en 1950 (297), 1951 (308), et en 1952 (286)[12].
- Joueur ayant réussi le plus de lancer franc en 1949 (532), 1950 (567),1951 (576)[13].
- Joueur ayant tenté le plus de lancer franc en 1949 (689), 1950 (728),1951 (717)[14].
- Joueur ayant réussi le plus de tirs en 1949 (583), 1950 (649),1951 (678)[15].
- Joueur ayant tenté le plus de tirs en 1950 (1 595),1951 (1 584), et en 1952 (1 414)[16].
- Joueur ayant la meilleure efficacité (Player Efficiency Rating) sur le terrain en 1952 (26,3), 1953 (28,8), et en 1954 (28,5).
- Vainqueur du WPBL en 1948.
- MVP du WPBL en 1946 et 1948.

## Honneurs et hommages
- Élu au Naismith Memorial Hall Of Fame en 1959.
- Élu au National Collegiate Basketball Hall of Fame en 2006.
- Sélectionné parmi les Meilleurs joueurs du cinquantenaire de la NBA en 1996 et parmi les Meilleurs joueurs des 75 ans de la NBA en 2021.
- Son maillot, le n°99 a été retiré le 31 octobre 2022 par les Los Angeles Lakers en souvenir des 5 titres NBA et du titre NBL conquis à l'époque où la franchise était à Minneapolis[17], un titre honorifique bien qu'il soit encore possible de le porter.